# 馬修·理查茲
馬修·理查茲（英語：Matthew Richards，2002年12月17日—）是英國的一位游泳運動員。他出生在沃切斯特。他參加了2020年歐洲游泳錦標賽以及2020年夏季奧林匹克運動會游泳比賽，兩項賽事均有獲得金牌。